# Поэма гашиша
«Поэма о гашише» (1858) — классическое эссе Шарля Бодлера, посвящённое психотропному воздействию каннабиноидов. Обобщая опыт своего участия в «Клубе Ассасинов», Бодлер описывает технологию производства гашишного масла, приводит довольно подробную рецептуру давамеска, даёт реалистичный обзор основных эффектов, возникающих при его пероральном употреблении, и оценивает рекреационное употребление каннабиноидов с точки зрения современной нравственности. Большое место в эссе отведено отчётам потребителей, однако сам Бодлер не признаётся в употреблении гашиша и описывает свой личный опыт только в завуалированной форме.
Бодлер утверждает, что гашиш не является сильнодействующим психоделиком: в нём нет «ничего чудесного, ничего, кроме чрезвычайно яркой действительности… Человек не может освободиться от фатального гнёта своего физического и духовного темперамента: для чувств и мыслей человека гашиш будет лишь зеркалом — зеркалом увеличивающим, но совершенно гладким». Точно так же он отвергает слухи о галлюциногенном действии гашиша: «Пьяный глаз человека, принявшего гашиш, увидит странные вещи; но прежде чем они сделались странными и чудовищными, он видел эти вещи простыми и естественными». Кроме того, Бодлер отмечает оптимистический и пацифистский характер гашишного опьянения, особенности мышления в этом состоянии, известнейшие побочные эффекты (аппетит, жажда) и неприятную симптоматику выведения каннабиноидов («Расслабленные, утомлённые органы, издёрганные нервы, набегающие слёзы, невозможность отдаться систематической работе — всё это жестоко доказывает вам, что вы играли в запрещённую игру»).
Общая моральная оценка употребления каннабиноидов абсолютно негативна. Бодлер заявляет, что гашиш гораздо опаснее опиума, ибо «опиум — это тихий обольститель, гашиш — это необузданный демон». «Мы слишком хорошо знаем природу человека, и можем утверждать, что человек, который с ложкой варенья может получить все блага земли и неба, не станет и тысячной доли их добиваться трудом» — таково резюме «Поэмы о гашише».
Эссе Бодлера пользовалось большой популярностью в XIX веке.